# Madagascarchaea borimontsina
Madagascarchaea borimontsina es una especie de arácnido perteneciente al género Madagascarchaea, dentro de la familia Archaeidae, del orden de las arañas.

## Distribución
La especie se distribuye en Madagascar.

## Taxonomía
Fue descrita científicamente por Hannah Marie Wood en 2008.  La descripción original fue publicada dentro del artículo «A revision of the assassin spiders of the Eriauchenius gracilicollis group, a clade of spiders endemic to Madagascar (Araneae: Archaeidae)», en la revista Zoological Journal of the Linnean Society, número 152, ilustración 2, entre las páginas 255 y 296.